# Bénarville
Bénarville é uma comuna francesa na região administrativa da Normandia, no departamento de Sena Marítimo. Estende-se por uma área de 4,35 km². Em 2010 a comuna tinha 272 habitantes (densidade: 62,5 hab./km²).